# Tahar Zaouche (médecin)
Pour les articles homonymes, voir Famille Zaouche.
Tahar Zaouche, né le 6 septembre 1904 à Tunis et mort le 19 décembre 1975, est un médecin et homme politique tunisien. Il est le petit-fils de Tahar Zaouche, le neveu d'Abdeljelil Zaouche, le cousin d'Ahmed Zaouche et le père du diplomate Hamid Zaouche.

## Biographie

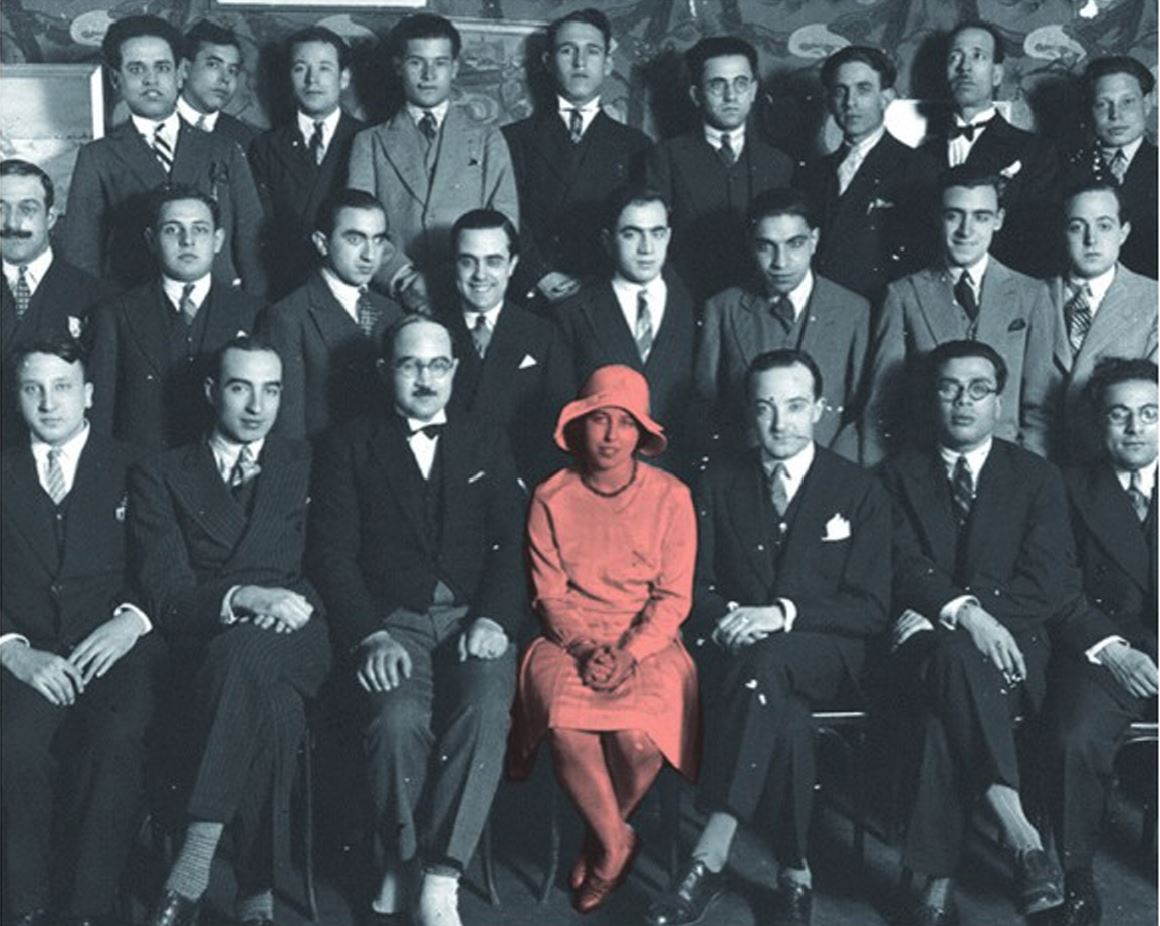
Membres tunisiens de l'AEMNA : Zaouche est au premier rang, le troisième à partir de la droite

Tahar Zaouche étudie au lycée Carnot de Tunis et fait partie de la première génération de médecins tunisiens formés en France.
Spécialiste en otorhinolaryngologie, il soutient sa thèse en 1932 à la faculté de médecine de Paris sous le titre Contribution à l'étude des plasmocytomes des voies aériennes supérieures. Il est membre dans les années 1930 de l'Association des étudiants musulmans nord-africains (AEMNA).
De retour en Tunisie en 1932, il s'installe comme médecin et manifeste une activité politique importante. En 1935, il est secrétaire général du troisième bureau politique du Néo-Destour, au sein duquel il milite avec son frère Noureddine, pharmacien et trésorier du troisième bureau.
Il succède ensuite à Mahmoud El Materi à la tête du Conseil de l'Ordre des médecins dont il devient le deuxième président tunisien, entre 1963 et 1971 ; il y est secondé par Tawhida Ben Cheikh, en tant que vice-présidente. 
Dans les années 1950, Tahar Zaouche sert comme ministre de la Santé dans le gouvernement de Tahar Ben Ammar puis comme ministre des Travaux publics. Il participe activement aux négociations tuniso-françaises en septembre 1954, aux côtés de Tahar Ben Ammar, Mongi Slim (son beau-frère) et Hédi Nouira, qui aboutissent à la signature des accords sur l'autonomie interne en 1955.